# Zervanisme
Le zervanisme ou zurvanisme est un hypothétique mouvement religieux qui doit son nom moderne au personnage mythique appelé Zurvan. Il serait apparu en Perse achéménide et aurait préexisté au zoroastrisme qu'il aurait influencé, notamment dans son dualisme. 
Si cette option historiographique a été développée à partir des travaux de Friedrich von Spiegel au XIXe siècle jusque dans la seconde moitié du XXe siècle, elle est largement remise en question au tournant du XXIe siècle par la fragilité de sa construction et l'absence totale de sources zoroastriennes à son sujet qui ne connaissent aucune allusion à Zurvan, attesté par des sources plus tardives, arméniennes, syriaques, grecques et arabes.

## Éléments historiographiques
Le zurvanisme aurait préexisté au zoroastrisme dont les prêtres auraient emprunté quelques éléments vers le IXe ou VIIIe  siècle avant notre ère en adoptant Zarathoustra comme prophète et en utilisant le terme de « mage » pour se qualifier, terme utilisé dans les Gathas. C'est paradoxal puisque, a contrario, le Zurvanisme est réputé se fonder sur la stricte dualité du Bien et du Mal, Ormazd (Ahura Mazda) et Ahriman (Angra Mainyu), deux jumeaux parfaits, engendrés par leur père, « Zrvan Akaran » (Zurvan), le dieu du temps infini. Le mazdéisme orthodoxe l'aurait considéré comme une hérésie s'engageant dans une lutte pour le pouvoir religieux durant la période sassanide. 
Le zurvanisme a en outre été considéré par certains chercheurs comme l'origine du mithraïsme et des doctrines manichéennes.

### Zurvan
Zurvan est plus un concept qu'un dieu, il est avant tout un principe indéterminé, et le créateur de deux démiurges jumeaux, où le mal, Ahriman, est nécessaire au principe de la création. Zurvan possède deux fonctions, la première infinie, la seconde finie et génératrice du temps. Paul Masson-Oursel l'assimile à Chronos : « Cet absolu, le temps créateur et dévorateur à la fois, ainsi que le Chronos des Grecs ».

### Théologie
Le zervanisme est une doctrine philosophique[réf. nécessaire], mais elle s'est teintée de mythes. On raconte que Zurvān, le dieu primitif, faisait des sacrifices dans l'espoir d'obtenir un fils. Puisqu'il n'obtint rien durant un millier d'années, il eut des doutes sur l'utilité de ses sacrifices. Le fils tant espéré arriva enfin. Ce fut Ahura Mazdā, dont le nom était prononcé Ohrmazd à l'époque sassanide[réf. nécessaire]. Mais les doutes de Zurvān dotèrent Ohrmazd d'un jumeau qui était Ahriman (Angra Mainyu). Les Iraniens considèrent soit que Zurvān a tout seul donné naissance aux jumeaux, soit que c'est sa femme Khvashīzagh qui les a mis au monde. Ahriman sortit le premier. Son père lui demanda : « Qui es-tu ? ». Ahriman lui répondit qu'il était son fils, mais Zurvān répliqua : « Mon fils est d'une odeur suave, et il est lumineux, et toi, tu es ténébreux et puant ». Ohrmazd s'étant présenté et ayant une odeur suave, Zurvān le reconnut pour fils. Mais puisqu'Ahriman était sorti le premier, il put dominer le monde et Ohrmazd fut obligé de lutter contre lui. On pensait que sa victoire aurait lieu neuf ou douze mille ans plus tard.
Les zervanistes ont de la sorte une conception pessimiste du monde[réf. nécessaire]. Contrairement à Zarathushtra, ils attribuent une mauvaise nature aux femmes. Dès leur création par Ohrmazd, elles se rendirent auprès d'Ahriman, celui-ci leur ayant permis de demander ce qu'elles voudraient, Ohrmazd craignit qu'elles ne voulussent avoir des rapports avec les « justes » et qu'il n'en résultât du mal pour eux. Il eut alors l'idée de créer le dieu Narsāï et le mit tout nu derrière Ahriman afin d'orienter vers lui le désir des femmes. Ce fut effectivement ce qui se produisit.
La théologie zervaniste est connue par des textes comme le Bundahishn et par des témoignages d'Arabes. On sait ainsi que la Lumière a produit un certain nombre de personnes[réf. nécessaire] faites de lumière, d'une nature divine, et que Zurvān était la plus grande d'entre elles. Il fait également partie d'une tétrade : Ashōqār « celui qui rend viril », Frashōqār « celui qui rend éclatant », Zarōqār « celui qui rend vieux » et Zurvān, qui regroupe ces trois aspects puisqu'il comprend la puberté, la maturité et la vieillesse.
À l'heure où la notion de Temps fait l'objet de réflexion et controverses dans toutes les disciplines, il importe de noter que le zoroastrisme inclut deux aspects du temps : 
- l'un illimité (Zurvān akanāragh), linéaire et qui se terminera par la victoire du Bien ;
- l'autre fini et cyclique (Zurvān dērang-khvadhāy) par périodes de douze mille ans.

La thèse du zervanisme reçoit, entre autres, le soutien de l'ésotériste René Guénon.

### Sources
- Avesta, S I.21, II.21, I.8, Vendidad XIX.13, 16 et 29. James Darmesteter, Le Zend-Avesta, 1892-1893, 3 t., rééd. anastatique Adrien Maisonneuve, 1960.
- Eudème de Rhodes (IVe siècle av. J.-C.), apud Damascius, Questions et solutions sur les premiers principes. Trad. L. G. Westerink et J. Combès : Traité des premiers principes, Paris, Les Belles Lettres, coll. des Universités de France, 1986-1991, 3 t. : t. I : De l'ineffable et de l'Un, CLV-308 p., 1986 ; t. II : De la triade et de l'unifié, LXXVII-506 p., 1989 ; t. III : De la procession et de l'unifié, LXXIV-447 p., 1991. Trad. M.-C. Galpérine, Des premiers principes, apories et résolutions, Paris, Verdier, 1987.
- Kitâb-i Ulema-yi Islâm (Livre des docteurs de l'Islam, traité persan du XIIe siècle). The 'Ulema-i Islam. In (en) Bamanji Nasarvanji (trans.) Dhabhar, The Persian rivayats of Hormazyar Framarz and others, Bombay, K. R. Cama Oriental Institute, 1932.

### Études
- H. S. Nyberg, "Questions de cosmogonie et cosmologie mazdéennes", Journal Asiatique, 1929 et 1931.
- (en) Robert Charles Zaehner, Zurvan : A Zoroastrian Dilemma, Oxford, 1955, 495 p.
- Jean de Menasce, Réflexions sur Zurvan, A locust's leg: Studies in honour of S.H. Taqizadeh, 1962, p. 182-188.
- Hervé Rousseau, Le Dieu du mal, PUF, 1963.
- Henry Corbin, Temps cyclique et gnose ismaélienne, Berg international, 1982.
- (en) Shaul Shaked, « The Myth of Zurvan : Cosmogony and Eschatology », dans I. Gruenwald, S. Shaked et G. G. Stroumsa (éds.), Messiah and Christos : Studies in the Jewish Origins of Christianity, presented to David Flusser, Tübingen, Mohr Siebeck, coll. « Texte und Studien zum antiken Judentum », 1992 (ISBN 9783161459962), chap. 32, p. 219-40.
- (en) Shaul Shaked, « Some Islamic Reports concerning Zoroastrianism », Jerusalem studies in Arabic and Islam, no 17,‎ 1994, p. 43-84.
- (en) Shaul Shaked, Dualism in Transformation : Varieties of Religion in Sasanian Iran, Londres, Biblo & Tannen Publishers, 2005 (ISBN 9781135751968).
- (en) Oliver Leaman, « Zurvanism », dans Encyclopedia of Asian Philosophy, Routledge, 2006 (ISBN 9781134691142, lire en ligne), p. 1105 et suiv.
- (de) Kianoosh Rezania, Die zoroastrische Zeitvorstellung : Eine Untersuchung über Zeit- und Ewigkeitskonzepte und die Frage des Zurvanismus, Harrassowitz, coll. « Iranica / Gottinger Orientforschungen, III », 2010 (ISBN 978-3-447-06266-4).
- Arthur Christensen. L'Iran sous les Sassanides, 1936. (Sur le zurvanisme, page 144 et suivantes). .